# Аллерой (тайп)
Аллерой (чечен. Іалларой) — один из чеченских тайпов, входящий в тукхум Нохчмахкахой. В основном, расселены на восточной части Чеченской Республики в Шалинском, Ножай-Юртовском и Курчалоевском районах, а также на северо-западе — в Надтеречном районе.

## Название
Ахмад Сулейманов сообщает, что в основу названия тайпа, по народной этимологии, легло «Iаллара» — зимовье. По преданиям, дошедшим до нас, основателями селения Аллерой являются представители тайпа алларой.

## Происхождение
Согласно преданию, родоначальником тайпа является нашхоевец по имени Алл (чечен. Ӏалл), живший в конце XV-начале первой половины XVI вв. Он основал родовое село тайпа «аллерой». В те времена жители чеченских селений только оправлялись от нашествия хромого Тимура. Согласно истории, уходя, Тимур оставил здесь своих союзников — кабардинских князей, Тарковских шамхалов, Ногайских мурз, Джайских ханов. Вскоре чеченское население заметно увеличилось и стало нападать на вассалов Тимура. Представителем одного из отрядов нашхоевцев и был Алл. Прославившись своей храбростью, Алл держал в страхе многочисленные укрепления кабардинцев. По преданиям, Алл происходил из знатной семьи, которая владела в ауле Моцарха (по другим сведениям, в ауле Тийст) башенными комплексами.
Из-за того, что это было время отвоевывания земель, испытанные воины отправлялись в опустошенные Чебарлой, Нохчи-Мохк, Пана-Мохк. Так и Алл переселился в Нохчи-Мохк со своей многочисленной семьей. Здесь он и основал аул Аллерой. Соответственно, и выходцы из этого села именуют себя аллерой (чеч. Ӏалларой).

## Расселение

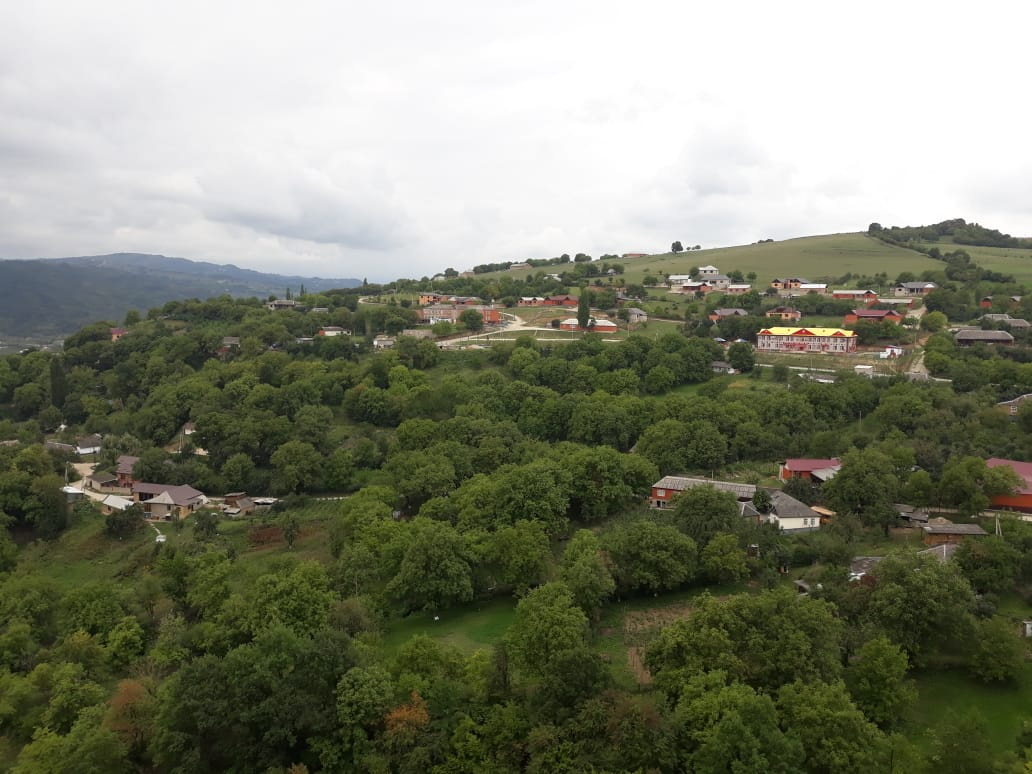
Родовое село Аллерой (Ножай-Юртовский район)

Исторически расселены в бассейне реки Аксай, земли тайпа граничат на юге с Саясаном, на западе с Шуани и Ялхой-Мохк, на востоке с Бильты, а на севере выходит на предгорную равнину. Представители тайпа широко расселились на равнине.
Проживают в населённых пунктах: Серноводское, Хамби-Ирзе, Верхний Нойбера, Нижний Нойбера, Чечен-Аул, Курчалой, Знаменское, Верхний Наур, Надтеречное, Мекен-Юрт, Зебир-Юрт, Гребенская, Дубовская, Мескеты, Аллерой, Турты-Хутор, Гансолчу, Шовхал-Берды, Совраги, Исай-Юрт, Бешил-Ирзу, Девлатби-Хутор, Согунты, Зами-Котар, Чанкаюрт, Гойты, Цоци-Юрт, Шали, Шаами-Юрт, Гудермес, Джалка, Шуани, Калиновская, Урус-Мартан, Пседах и др.
Представители тайпа аллерой основали населённые пункты: — Мескеты, Аллерой-Эвла, Турти-Котар, Гансолчу, Шовхал-Берды, Соврага, Иси-Юрт, Бешал-Ирзо, Девлатби-Котар, Согунты, Зами-Котар и Зебир-Юрт Село Чанкаюрт Бабаюртовского района Дагестана основано представителем тайпа аллерой по имени Чанка выходец из села Аллерой, который покинул родные места из-за кровной мести. Изначально в распоряжении села было три тысячи гектаров земли.

## Состав
| Внутреннее деление тайпа Аллерой |                        |
| Название                         | Самоназвание           |
| Алхан                            | Ӏалхан-некъе           |
| Амзи                             | Ӏамзи-некъе            |
| Бедарг                           | Бедарг-некъе           |
| Гурнин                           | ГӀурнин-некъе          |
| Кечалг                           | КӀечалг-некъе          |
| Кути                             | Кути-некъе             |
| Курза                            | Курза-некъе            |
| Куш-Бухой                        | Куш-Бухой              |
| Марш                             | Марш-некъе (Куш-Бухой) |
| Нези                             | Нези-некъе (Куш-Бухой) |
| Овн                              | Овн-некъе              |
| Сега-Бухой                       | Сега-Бухой             |
| Тими                             | Тими-некъе             |
| Тойсул                           | Тойсул-некъе           |
| Чакин                            | ЧӀакъин-некъе          |
| Ута-Бухой                        | Ута-Бухой              |
| Хажин                            | Хьажин-некъе           |
| Хорди                            | Хорди-некъе            |

## Галерея

### Поселения тайпа Аллерой

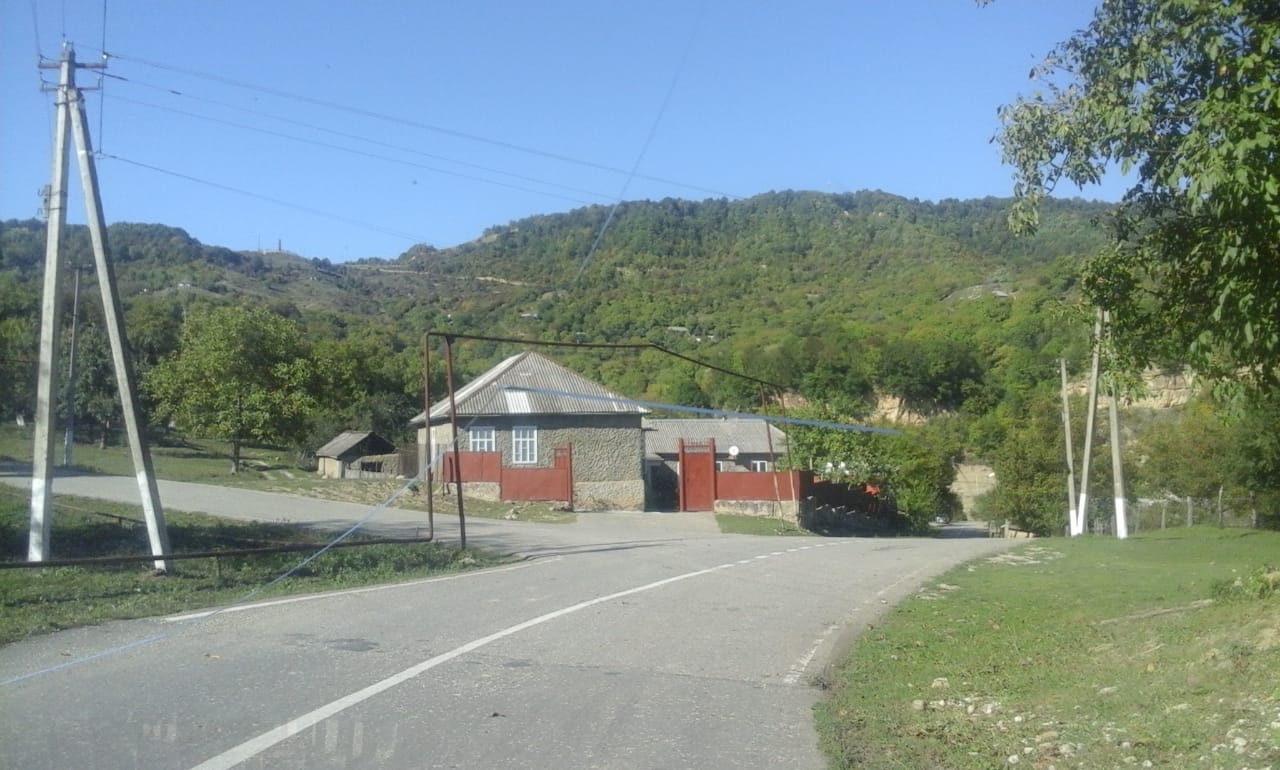
Исай-Юрт
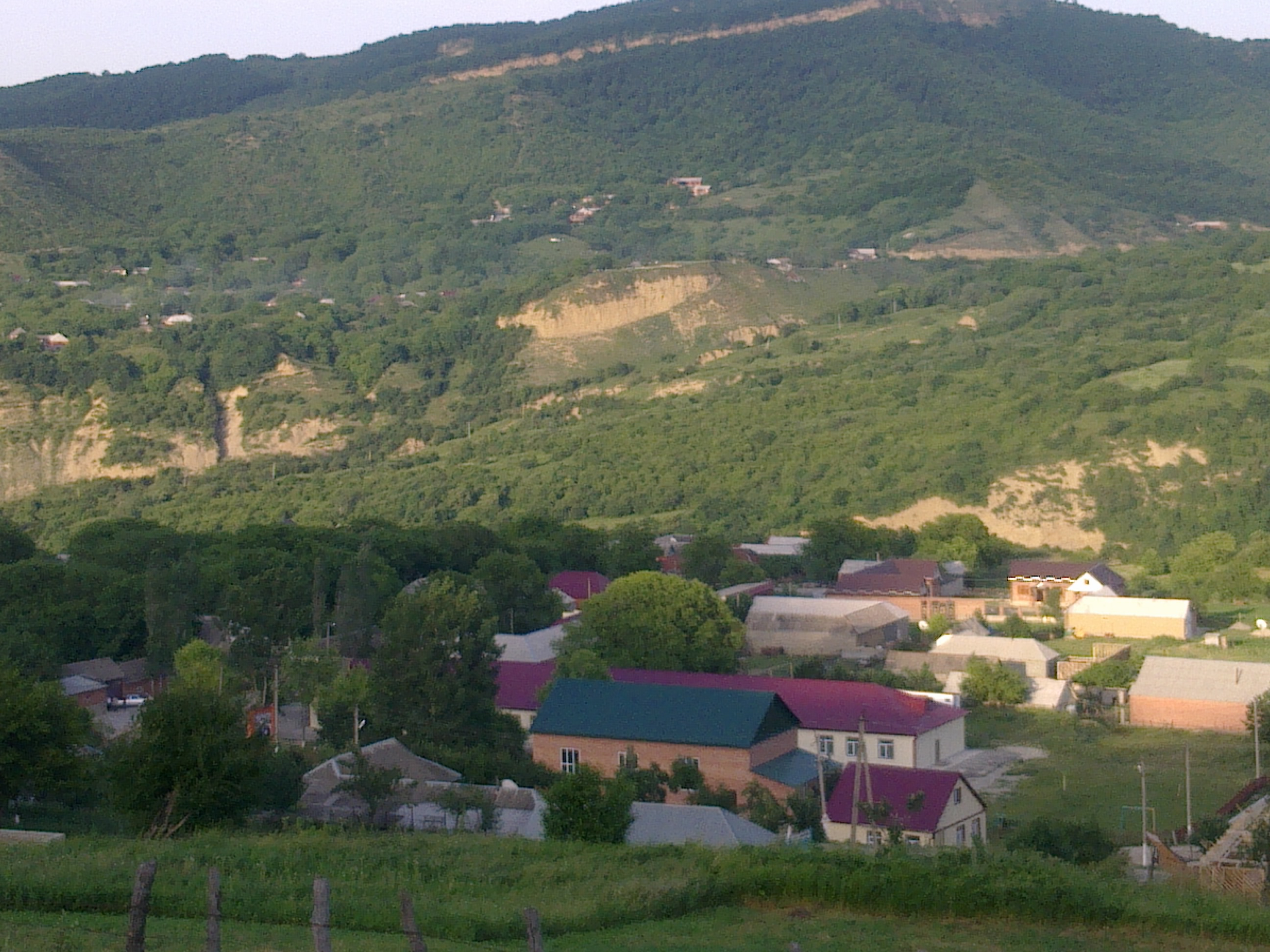
Шовхал-Берды
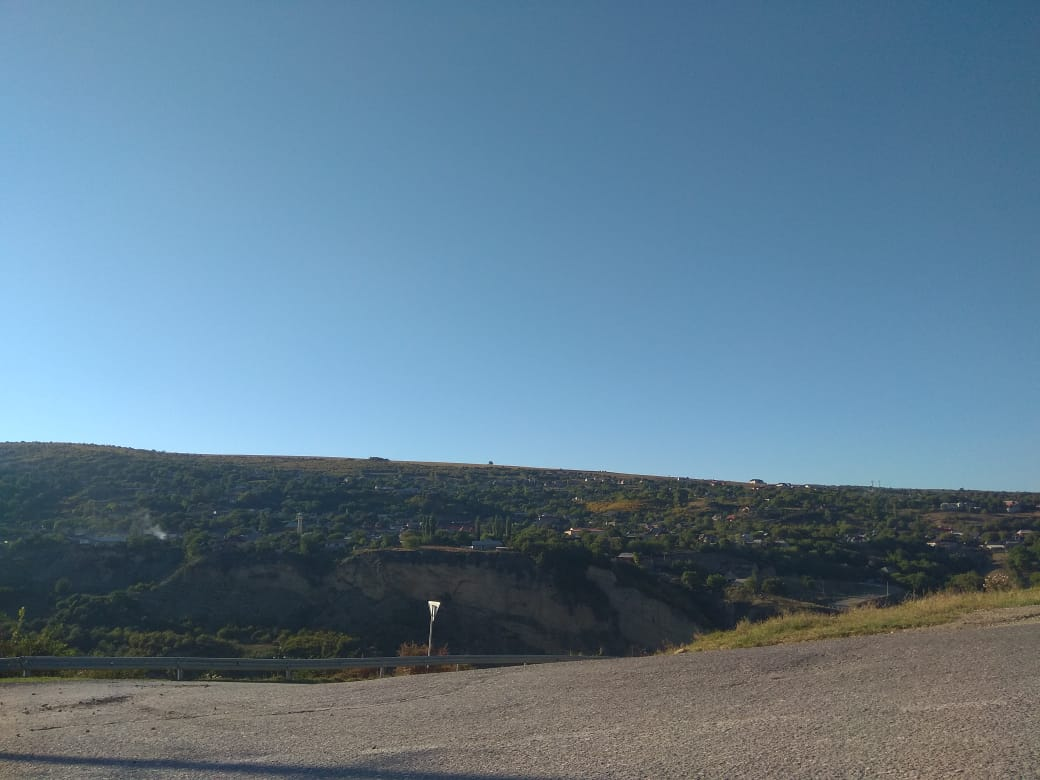
Мескита
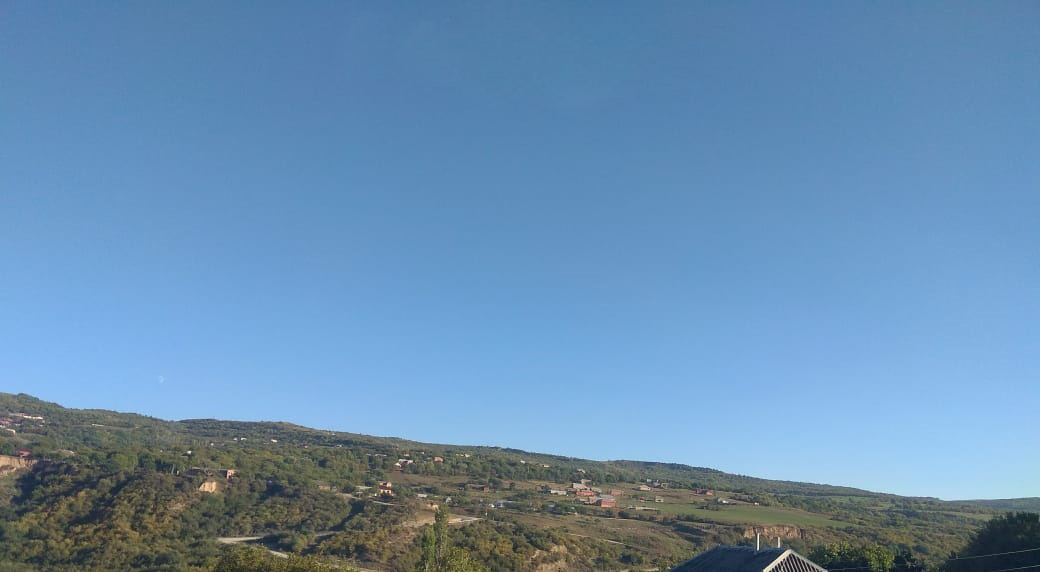
Зами-Котар
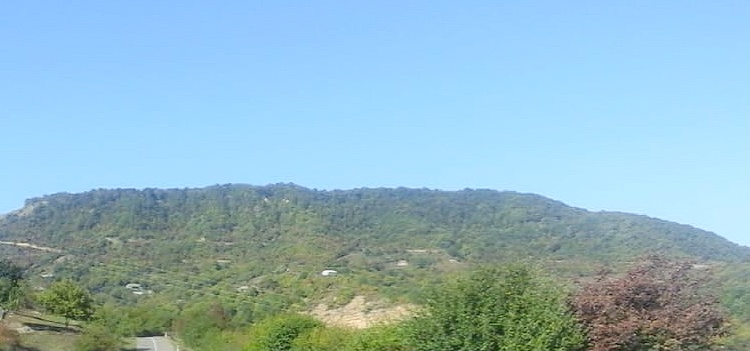
Бешил-Ирзу
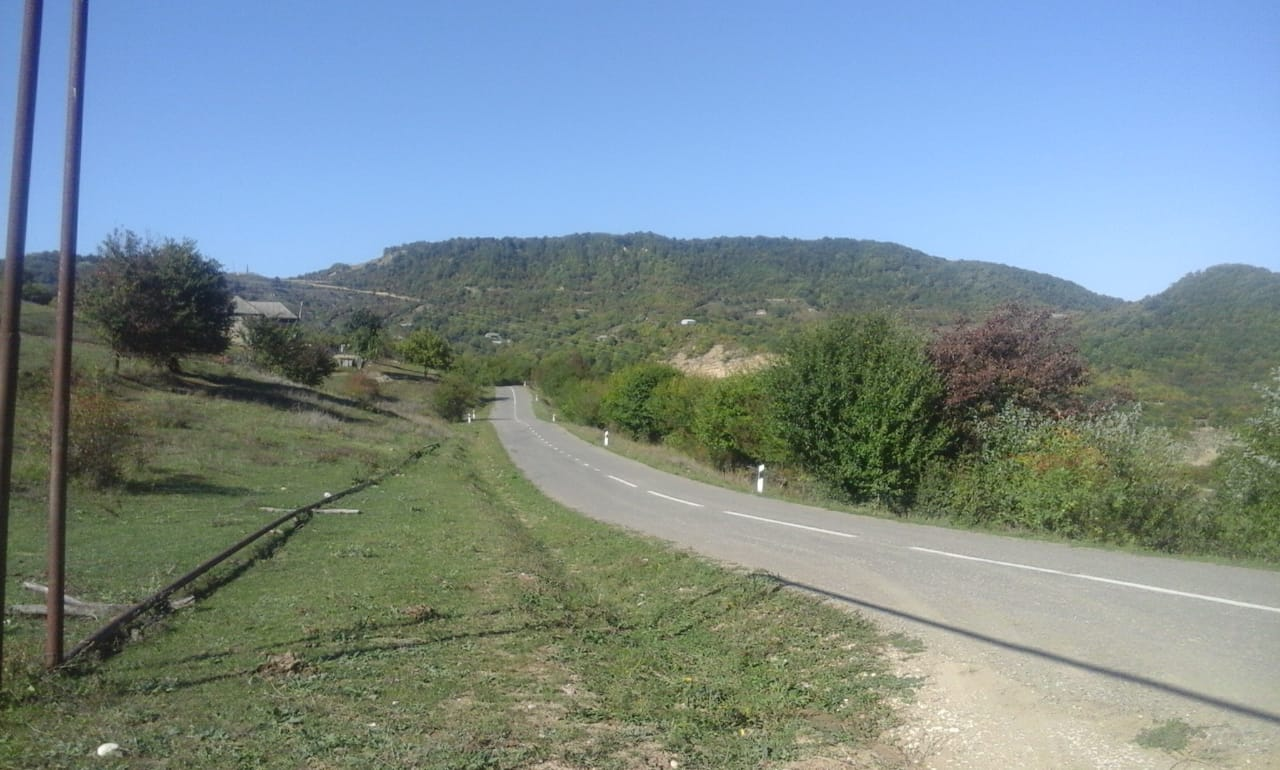
Турти-Котар